# Барчук, Владимир Васильевич
Влади́мир Васи́льевич Барчу́к (укр. Володимир Васильович Барчук; 24 декабря 1973, Коломыя — 22 июня 2022, Дементиевка) — украинский военнослужащий, капитан, участник российско-украинской войны. Герой Украины (8 июля 2023, посмертно).

## Биография
Владимир Барчук родился в Коломые, окончил Коломыйский лицей № 2. В 1998 году переехал в Боярку, где открыл собственный бизнес. Познакомился с будущей супругой Галиной и стал отчимом для её дочери Насти, а затем — отцом троих общих детей: Андрея, Мирославы и Богдана.
С началом полномасштабного вторжения России 24 февраля 2022 года Владимир добровольно вступил в ряды территориальной обороны Киева. Он принимал участие в обороне аэропорта «Киев», а затем — в боях за Ирпень и Бучу. Позже его батальон был переведен на харьковское направление, где он стал командиром стрелковой роты. 22 июня 2022 года Владимир погиб в результате артиллерийского обстрела во время выполнения боевого задания в селе Дементиевка Харьковской области. Тело удалось эвакуировать только после контрнаступления ВСУ и освобождения Харьковской области.
Похоронен 18 сентября 2022 года на Аллее Героев в Боярке Киевской области.

## Награды
- Звание «Герой Украины» с удостоением ордена «Золотая Звезда» (8 июля 2023, посмертно) — за личное мужество и героизм, проявленные в защите государственного суверенитета и территориальной целостности Украины, верность военной присяге[1].

## Память
В мае 2023 года на фасаде Коломыйского лицея № 2 была установлена памятная доска в честь Владимира Барчука.